# Млада Босна
Мла́да Бо́сна (Молода Боснія) — сербська революційна молодіжна організація.

## Історія

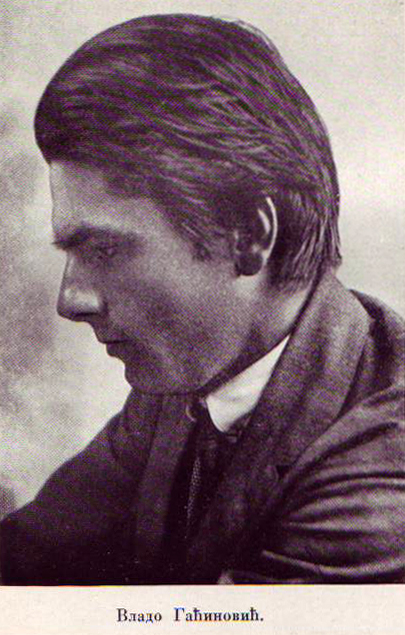
Володимир Гачінович засновник і ідеолог руху Млада Босна

У 1878 році Боснія і Герцеговина була окупована Австро-Угорщиною. Для визволення Боснії і Герцеговини з-під окупації та об'єднання із Сербією була створена організація «Млада Босна».
Перші таємні гуртки, які пізніше назвали «Млада Босна», були створені в 1893 році серед учнів старших класів середньої школи у Мостарі.
Але термін Млада Босна почав дійсно вже використовуватися спорадично тільки з 1907 року. Широко термін став застосовуватися з Сараєвського вбивства. «Млада Босна» виступала за звільнення Боснії та Герцеговини від австрійської окупації (війська введені сюди з 1878 року) та об'єднання з Сербією.
Свою назву організація запозичила у італійської революційної підпільної організації «Молода Італія», заснованої Джузеппе Мадзіні. Лідером «Млада Босна» був Володимир Гачінович (1890—1917).
Прихід до влади в Сербії популярної династії Карагеоргієвичів в результаті організованого в 1903 році сербською армією перевороту дозволив посилити політичну боротьбу сербів і південних слов'ян за їх об'єднання в єдину державу під владою Белграда. Підтримка революційного югославізму у Боснії посилилася з підйомом діяльності «сербохорватської прогресивної організації», заснованої в 1911 році, яка залучила в рух багатьох сербів, а також хорватів і деяких мусульман. Члени організації «Млада Босна» підтримували зв'язок із сербським урядом і співпрацювали з членами «Чорної руки» — таємної організації, яка зародилася в сербській армії. Різниця між «Младою Босною» і «Чорною рукою» полягала в тому, що перша дотримувалася республіканських і атеїстичних ідей та прагнула об'єднати балканські народи під егідою «південнослов'янства», а в останню входили ті, що прагнули створити велику пансербську державу.
Серед її членів були деякі вищі офіцери сербської армії, а також група російських солдатів.

## Сараєвське вбивство

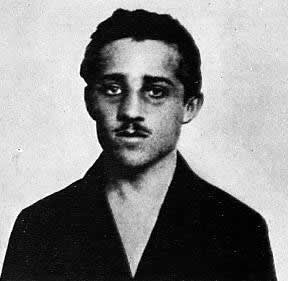
Гаврило Принцип

Рано вранці 28 червня 1914 шість терористів організації «Млада Босна» на чолі з Данилом Іличем і Гаврилом Принципом, озброєні револьверами і бомбами, підготували замах на ерцгерцога Австро-Угорщини Франца Фердинанда. Бомба, кинута Неділько Чабріновичем, не нашкодила наступнику австро-угорського престолу, але Гаврило Принцип дочекався повернення ерцгерцога з палацу і близько 11:00 ранку убив Франца Фердинанда і його дружину Софію Гогенберг пострілами в упор.
Це вбивство стало формальним приводом для початку Першої світової війни.
Після вбивства Франца Фердинанда організацію заборонили.